# Anthony Liu
Pour les articles homonymes, voir Liu.
 (novembre 2024).
Si vous disposez d'ouvrages ou d'articles de référence ou si vous connaissez des sites web de qualité traitant du thème abordé ici, merci de compléter l'article en donnant les références utiles à sa vérifiabilité et en les liant à la section « Notes et références ».
Anthony Liu, né le 6 juin 1987 à Faga'alu et mort le 23 mars 2022 à San Antonio, est un judoka samoan-américain, évoluant dans la catégorie des moins de 100 kg (poids mi-lourds).
Liu apparaît pour la première fois, en compétition internationale, lors des Championnats du monde de judo 2011 où il s'inscrit dans la catégorie des plus de 100 kilos. Néanmoins, il perd dès le premier tour face au Hongrois Barna Bor sur ippon. On le trouve l'année suivante, aux Jeux olympiques d'été de 2012, où cette fois-ci, il participe au concours en moins de 100 kilos. Il doit s'incliner là-aussi dès le premier tour, perdant au bout de quarante-quatre secondes face au Letton Jevgeņijs Borodavko par ippon.